# Parady 3-majowe w Chicago

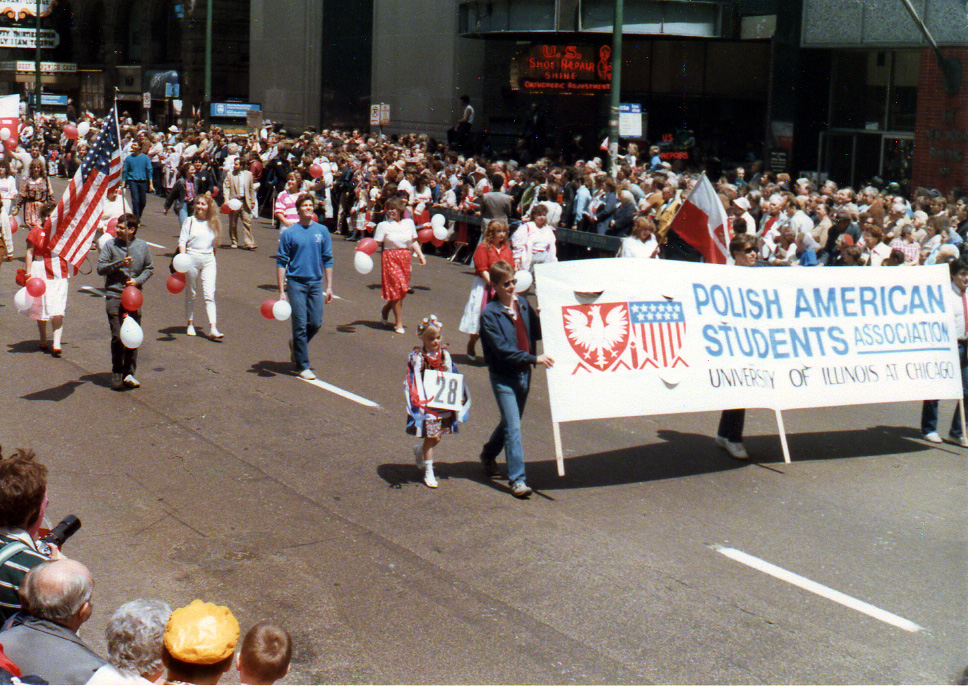
Parada 3-majowa na ulicy Dearborn (1985)

Parady 3-majowe w Chicago – największe poza granicami Polski obchody Konstytucji 3 maja organizowane nieprzerwanie od 1892 roku w największym skupisku Polonii na świecie. Parady zawsze organizowane są w sobotę najbliższą dnia 3 maja w danym roku. Organizatorami na przestrzeni lat były największe organizacje polonijne. Od szeregu lat głównym organizatorem jest Związek Klubów Polskich, który dokonuje wyboru Honorowego Marszałka Parady i przydziela poszczególnym zgłaszającym się grupom (organizacje, szkoły, zespoły folklorystyczne, kółka zainteresowań, przedsiębiorstwa i in.) miejsca w kolumnie marszowej.
Parady, organizowane dawniej na terenie Parku Humboldta leżącego w ówczesnym sercu polskiej dzielnicy, zostały – po II wojnie światowej przeniesione do centrum miasta (ang. downtown) na ulicę Dearborn Avenue, a następnie na Columbus Drive w położonym na brzegu jeziora Michigan Parku Granta. Z Parku Humboldta do downtown Chicago przeniesiony został również pomnik Tadeusza Kościuszki, który obecnie stoi w alei Solidarity Drive nad brzegiem jeziora, pomiędzy Akwarium Shedda i Planetarium Adlera.
W paradzie 2006 roku uczestniczyły 144 grupy marszowe liczące od kilku do kilkuset osób, a liczbę publiczności oceniano na 140 tys. (media polonijne), 80 tys. (policja) lub 60 tys. (telewizja ABC News). Brały w niej udział organizacje polonijne, szkoły polskie i amerykańskie, orkiestry szkolne, drużyny harcerskie, weterani, kombatanci, stowarzyszenia historyczne, jak np. 12 Pułk Ułanów Podolskich, Polish American Youth i liczni goście z Polski. Przebieg parady relacjonował na żywo Alan Krashesky, polskiego pochodzenia prezenter telewizji ABC News, która to stacja tradycyjnie, od lat, przeprowadza bezpośrednie transmisje z tej polskiej parady.
Najliczniejsze obchody majowego święta miały miejsce w 2002 roku, kiedy to – z powodu zamknięcia i przebudowy ulicy Dearborn – paradę zorganizowano, jednorazowo (w dzielnicy zamieszkanej w znacznym stopniu przez Polaków i sąsiadującej z typowo polskimi dzielnicami) wzdłuż ulicy Milwaukee Avenue na odcinku od skrzyżowania z ulicą Bryn Mawr do ulicy Devon. Według zgodnych obliczeń mediów i policji wszystkich uczestników (maszerujących i widzów) było około 300 tysięcy. Stałemu przeniesieniu parady w tę okolicę sprzeciwiły się zarówno organizacje polonijne (kwestie prestiżowe), jak i władze dzielnicy (kwestie parkingowe). W rezultacie zdecydowano o przeniesieniu parad do centrum (downtown), bliżej Jeziora.
Obecnie parady rozpoczynają się w historycznym centrum miasta (i jednocześnie początku Route 66) – przy Fontannie Buckingham i kończą tam, gdzie Columbus Drive dochodzi do rzeki Chicago. Co kilka lat dochodzi do konfliktu interesów polskiej i meksykańskiej grupy narodowościowej ze względu na hucznie obchodzone święto Cinco de Mayo (5 maja 1862 roku siły meksykańskie pokonały w bitwie wojska francuskie Maksymiliana I) i organizowanej w związku z tym parady meksykańskiej (obie społeczności starają się organizować paradę w sobotę najbliższą dnia rzeczywistej rocznicy).